# Bogdan Dănăricu
Bogdan Nicolae Dănăricu (sinh ngày 20 tháng 1 năm 1995) là một cầu thủ bóng đá người România thi đấu cho Pandurii Târgu Jiu ở vị trí tiền vệ.